# Землетрясения 2012 года
Список значимых землетрясений 2012 года.

## Сравнение с предыдущими годами
| Магнитуда       | 2000 | 2001 | 2002 | 2003 | 2004 | 2005 | 2006 | 2007 | 2008 | 2009 | 2010 | 2011 | 2012 |
| --------------- | ---- | ---- | ---- | ---- | ---- | ---- | ---- | ---- | ---- | ---- | ---- | ---- | ---- |
| 8 — 9.9         | 2    | 1    | 0    | 1    | 2    | 1    | 2    | 4    | 0    | 1    | 1    | 1    | 2    |
| 7 — 7.9         | 14   | 15   | 13   | 14   | 14   | 10   | 9    | 14   | 12   | 16   | 23   | 19   | 12   |
| 6 — 6.9         | 146  | 121  | 127  | 140  | 141  | 140  | 142  | 178  | 168  | 144  | 150  | 185  | 108  |
| 5 — 5.9         | 1344 | 1224 | 1201 | 1203 | 1515 | 1693 | 1712 | 2074 | 1768 | 1896 | 2209 | 2276 | 1401 |
| Всего (5 — 9.9) | 1505 | 1361 | 1341 | 1358 | 1672 | 1844 | 1865 | 2270 | 1948 | 2057 | 2383 | 2481 | 1523 |

Рост числа отмеченных землетрясений не означает роста самого числа землетрясений. Совершенствование техники и рост числа сейсмологических станций дают увеличение количества зарегистрированных подземных толчков.

## По магнитуде
| № | Магнитуда | Погибших | Расположение       | Глубина (км) | Дата           |
| - | --------- | -------- | ------------------ | ------------ | -------------- |
| 1 | 8,6       | 5        | Суматра, Индонезия | 22,9         | 11 апреля 2012 |
| 2 | 7,4       | 0        | Ометепек, Мексика  | 20           | 20 марта 2012  |
| 3 | 7,2       | 0        | Суматра, Индонезия | 20,5         | 11 января 2012 |
| 4 | 7,1       | 0        | Вануату            | 23,1         | 2 февраля 2012 |
| 5 | 7,1       | 0        | Чили, Мауле        | 35           | 25 марта 2012  |

В список включены землетрясения с магнитудой выше 7.

## По месяцам

### Январь
- 1 января 2012 — в республике Тыва (Россия) дважды на протяжении суток произошло землетрясение интенсивностью 4 балла по шкале MSK-64. Жертв и разрушений нет.
- 10 января 2012 — землетрясение магнитудой 7,3 произошло у побережья севера Суматры.[6]
- 30 января 2012 — землетрясение магнитудой 5,6 произошло в Красном море близ города Хургады (Египет).
- 30 января 2012 — землетрясение магнитудой 6,3 произошло в Перу на юго-востоке от города Ика. Очаг залегал на глубине от 39 до 47 км. Погиб 1 человек, 17 госпитализированы, более 1010 получили травмы.[8]

### Февраль
- 10 февраля 2012 — в столице Кыргызстана Бишкеке произошло 4-балльное землетрясение. Очаг землетрясения, произошедшего в 12:49 по местному времени, располагался в северной части Бишкека, в 20 км к северо-востоку от города Шопоков, 26 км северо-западу от города Кант.
- 27 февраля 2012 — землетрясение магнитудой 6,7 в Тыве в Каа-Хемском районе в 100 км восточнее Кызыла на глубине 12 км.[9] Интенсивность землетрясения в эпицентре — 8-9 баллов. Толчки ощущались в Туве, Хакасии, Красноярском крае, Иркутской, Кемеровской, Томской областях, на территории Монголии. Жертв нет, наблюдались отключение электричества и незначительные повреждения зданий.

### Март
- 14 марта 2012 — землетрясение в Японии магнитудой 6,9.[10] Объявлена угроза цунами (высота волн до 50 см). Эпицентр располагался в 260 километрах юго-восточнее портового города Кусиро на острове Хоккайдо. Очаг подземных толчков залегал на глубине 10 километров.
- 20 марта 2012 — землетрясение в Акапулько, Мексика магнитудой 7,4.[5] Эпицентр землетрясения находился на глубине около 20 километров. Разрушены сотни зданий, информация о погибших не поступала.
- 21 марта 2012 — землетрясение в Папуа — Новой Гвинее магнитудой 6,6. Очаг землетрясения залегал на глубине 105,9 км.[11]
- 25 марта 2012 — землетрясение в Мауле, Чили магнитудой 7,1. Эпицентр располагался на глубине 35 км, в 27 км от города Талька.[7]

### Апрель
- 11 апреля 2012 — Землетрясение в Индонезии магнитудой 8,6.[1] Через несколько часов последовал афтершок магнитудой 8,2.[12]
- 12 апреля 2012 — произошло землетрясение в Калифорнийском заливе магнитудой 6,9.[13]

### Май
- 20 мая 2012 — Землетрясение в Италии магнитудой 6,0[14].

### Сентябрь
- 5 сентября 2012 — Землетрясение в Коста-Рике магнитудой 7,6[15]
- 7 сентября 2012 — серия из двух землетрясений возле Чжаотуна магнитудой 5,6[16]